# Sberbank
A Sberbank orosz banki és pénzügyi szolgáltató vállalat, amelynek székhelye Moszkvában található. 2015-ig Sberbank of Russia néven volt jelen. A Sberbank számos európai országban működik, elsősorban a posztszovjet országokban. A bank 1990 óta tartó felemelkedése részben az orosz kormánnyal való szoros kapcsolatának köszönhető. A Sberbanknak 87 bankfiókja és 1 képviselete van Oroszország 79 régiójában és 2 külföldi országban. Oroszország és Kelet-Európa legnagyobb bankja volt, és a harmadik legnagyobb Európában.
Közép- és Kelet-Európában pedig az első helyen áll a "Top 1000 World Banks" rangsorban. A Forbes "Global 2000" állami vállalatok világranglistáján a Sberbank az 51. helyet foglalja el.

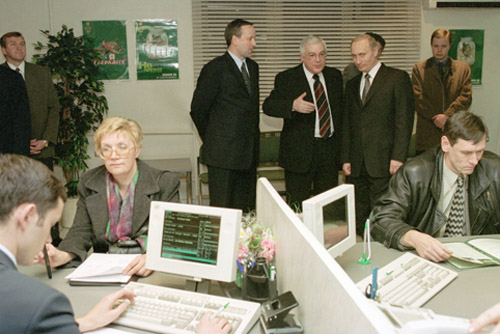
Putyin a Sberbank egyik moszkvai fiókjába látogat 2001 novemberében.

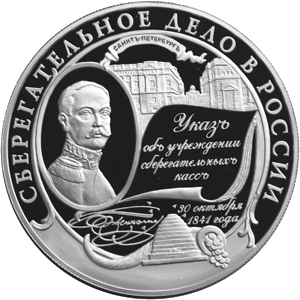
Orosz érme az Orosz Birodalom első takarékpénztárainak 1841-es felállításának emlékére.

### Korai történelem
A Sberbank története 1841-es pénzügyi reformig nyúlik vissza, amikor az Orosz Birodalomban létrehozták az első állami tulajdonú takarékpénztárt. A 19. század végére a hálózat közel 4 ezer bankfiókot ért el, több mint 2 millió betéttel.
1905 óta a takarékpénztárak felhatalmazást kaptak a biztosítások értékesítésére. 1910 után a takarékpénztárak elkezdték támogatni a hitelszövetkezeti intézményeket. 
1915-ben a takarékpénztárak megkezdték az állampapírok letétbe helyezését.

### 1917-1991: a Szovjet Takarékpénztárak Rendszere
Az 1917-es októberi forradalom után az állam takarékpénztári rendszere a Szovjetunió Pénzügyminisztériumának irányítása alatt, Állami Munkaügyi Takarékpénztári Rendszerként folytatta tovább tevékenységét és növekedését. 
1926-tól a takarékpénztárakból fizették ki a fizikai és szellemi dolgozók bérét. A takarékpénztárak állami sorsjegyek forgalmazására, illetve államkötvények lakossági kihelyezésére szolgáltak.
1991-ben az RSFSR Takarékpénztárát átszervezték az Orosz Föderáció Rt., Kereskedelmi Takarékpénztárává. (Oroszországi Sberbank).

### 1992-2013: Oroszországi Sberbank
A posztszovjet Oroszországban a Sberbank a legnagyobb univerzális bank lett , annak ellenére, hogy a magán- és más állami tulajdonú kereskedelmi bankok felvették vele e versenyt. A bank fokozatosan bővítette nemzetközi jelenlétét.
2007 óta a Sberbank vezérigzagatója Herman Gref korábbi gazdasági miniszter, aki Vlagyimir Putyin nagyon közeli barátja.

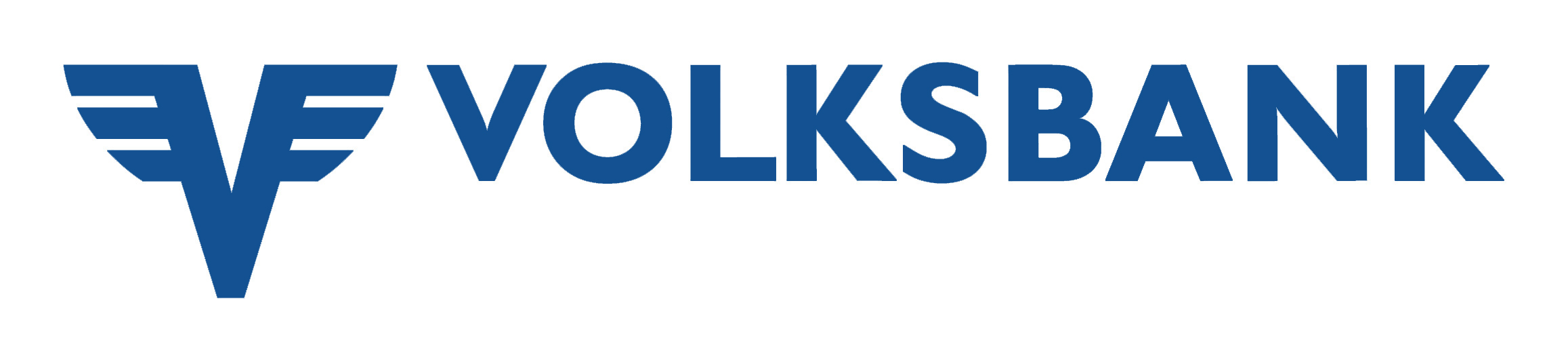
Volksbank

2011-ben a Sberbank megvásárolta a Volksbank International AG-t .
Az ügylet a Volksbank összes kiszolgált területére kiterjedt –  Szlovákiában, Csehországban, Magyarországon, Szlovéniában, Horvátországban, Ukrajnában, Szerbiában és Bosznia-Hercegovinában.  A Volksbank mérlegfőösszege Románia nélkül 9,4 milliárd euró volt 2011 júniusában.
2013. december 16-án a Volksbank Ukraine a nevét VS Bank-ra változtatta.
2012 júniusában a Sberbank 6469 milliárd török líráért  megvásárolta a török DenizBankot, amelyet 2011-ben „részben Franciaország, Belgium és Luxemburg kormánya államosított”. Az ügyletben a DenizBank törökországi, ausztriai és oroszországi leányvállalatai is részt vettek.

### 2014 és 2017 közötti szankciók
A Krím-félsziget Oroszország általi 2014-es annektálása után az Obama-adminisztráció 2014. szeptember 12-én célzott szankciókat vezetett be az Egyesült Államok Pénzügyminisztériumának Külföldi Vagyonellenőrzési Hivatalán keresztül azzal, hogy a Sberbankot és más szervezeteket felvette az ágazati szankcióazonosítók közé.
Ez összhangban történt azzal, hogy 2014. július 31-én a Sberbank felkerült az Európai Unió szankciós listájára.
 A szankciók az EU és az Egyesült Államok tőkepiacaihoz való hozzáférés korlátozásából álltak. Ennek ellenére a következő évben a Sberbank árfolyama 89%-ot nőtt vissza. A Sberbank más orosz bankokkal együtt keresetet nyújtott be az EU legfelsőbb bíróságához a gazdasági büntető intézkedések megszüntetése érdekében.
2014. augusztus 27-én Svájc szankciókat vezetett be egyes orosz pénzintézetekkel szemben.
2016. október 17-én Ukrajna szankciókat vezetett be a Sberbank Russia, és a Sberbank Leasing ellen.
2017. március 15-én Ukrajna elnöke szankciókat vezetett be a Sberbankkal (és más, Ukrajnában működő orosz állami bankokkal szemben), a Krím annektálása és a donbászi háborúban való részvétel miatt Oroszországgal szembeni folyamatos szankciói részeként.

### 2016-2021
2016 májusában a Sberbank uralta a kártyás fizetési üzletágat Oroszországban, a piac több mint 61%-ával.  
2017 decemberében a szankciók miatt a Sberbank eladta ukrán leányvállalatát, a VS Bankot Szerhij Tihipko ukrán üzletembernek.

### 2022 és 2023 közötti szankciók
2022. február 24-én, a 2022-es ukrajnai orosz invázió következtében Joe Biden amerikai elnök szankciókat jelentett be további orosz magánszemélyek és vállalatok ellen, beleértve a Sberbank működésére vonatkozó új korlátozásokat.
2022. február 25-én visszavonták az ukrajnai Sberbank engedélyét. Q
A Visa és a Mastercard 2022 márciusának elején megszüntette tevékenységét Oroszországban.
Ezeknek a rendszereknek az orosz kártyái már nem működtek Oroszországon kívül, és az Oroszországon kívül kibocsátott Visa kártyák sem működtek Oroszországban.
2022 áprilisától a Sberbank CIB USA, Inc. ügyeit is felszámolták
2022 áprilisában az Apple és a Google eltávolította a Sberbank mobilalkalmazásokat az alkalmazás-áruházaikból. Az Android alkalmazás letölthető volt a Sberbank honlapjáról, az iPhone felhasználóknak azonban sajnos nem volt erre lehetőségük.
Augusztusban megjelent az SBOL app az App Store-ban. Nem tartozott az Sberbankhoz, de teljes mértékben reprodukálta az egykori alkalmazás funkcióit. Egy héttel később ezt az alkalmazást is eltávolították az App Store-ból.
2022 júliusában az Európai Unió szankciókat vezetett be a Sberbankkal szemben az Orosz-Ukrán Háború miatt.
A Sberbank Svájci üzletágát 2022 szeptemberében eladták  az M3 Groupe Holding SA-nak, és a TradeXBank AG néven folytatja tevékenységét.
A Sberbank 2023-ban bezárta irodáját az Egyesült Arab Emírségekben.
2023. augusztus 23-án a Baiterek bejelentette, hogy megvásárolja a Sberbank kazahsztáni leányvállalatát.

## Márkaváltás
2020-ban a Sberbank márkaváltást hajtott végre. A társaság bejelentette a bank "ökoszisztémává" való átalakulását. A Sberbank úgy döntött, hogy "több mint bank" lesz, és különféle, elsősorban digitális szolgáltatásokat kezdett fejleszteni: mobilszolgáltatás (SberMobile) online mozi (Okko), zene (SberSound), ételszállítás (SberMarket), felhőtárolás (SberDisk) és taxiszolgálat (Citymobil).
Kezdetben az "ökoszisztéma" egy orosz internetes holdinggal, a Mail.ru Csoporttal együttműködve épült ki, amelyhez mintegy 100 milliárd rubel tőkével létrehozták az O2O Holding vegyesvállalatot.
A felek 2021 tavaszán úgy döntöttek, hogy megszüntetik az együttműködést nézeteltérések miatt.

## Tulajdonjog
A Sberbank többségi részvényese Oroszország kormánya által kezelt Orosz Nemzeti Vagyonalap, amely a Sberbank szavazati jogot biztosító részvényeinek 50%+1 szavazati részesedésével rendelkezik. A többi részvény portfólió-, magán- és egyéb befektetők között van szétszórva.
Az orosz központi bank nem adhatja el részesedését a törvények megváltoztatása nélkül.

## Menedzsment
Az elnök-vezérigazgató Herman Gref.
 A Sberbank korábban csak két külföldi országban volt jelen, Kazahsztánban és Ukrajnában, majd jelentősen kiterjesztette jelenlétét több mint húsz országra, köztük Fehéroroszországra, Németországra, Kínára,  Indiára, és Svájcra.
2012. február 15-én a Volksbank International AG felvásárlásával Ausztriában, Bosznia-Hercegovinában, Horvátországban, Csehországban, Magyarországon, Szlovákiában, Szlovéniában, Szerbiában, Ukrajnában és Németországban nyert teret, ezek mellett a törökországi DenizBank-ot is megvette 2012-ben.

## Tevékenységek

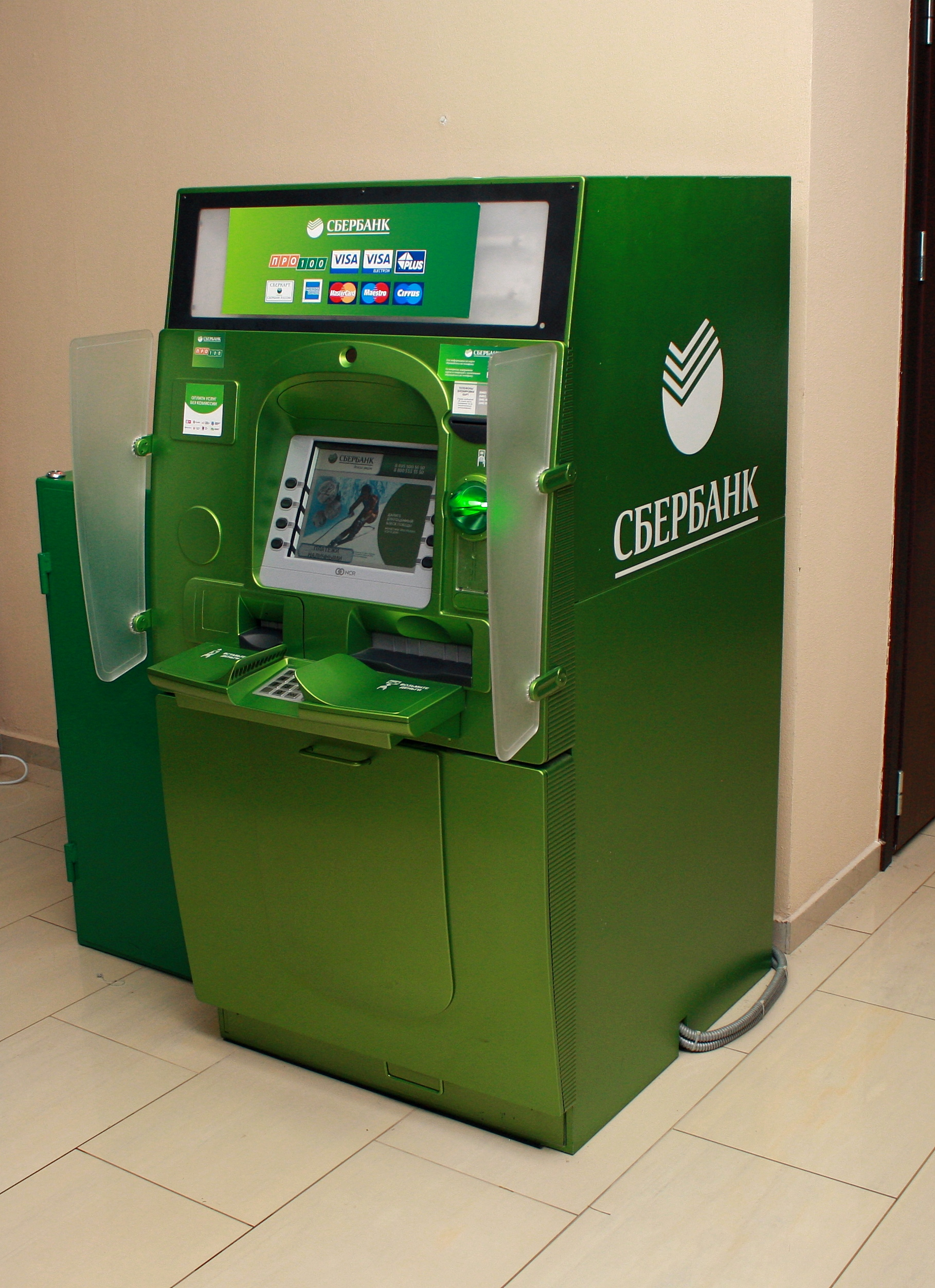
A Sberbank egyik ATM- je.

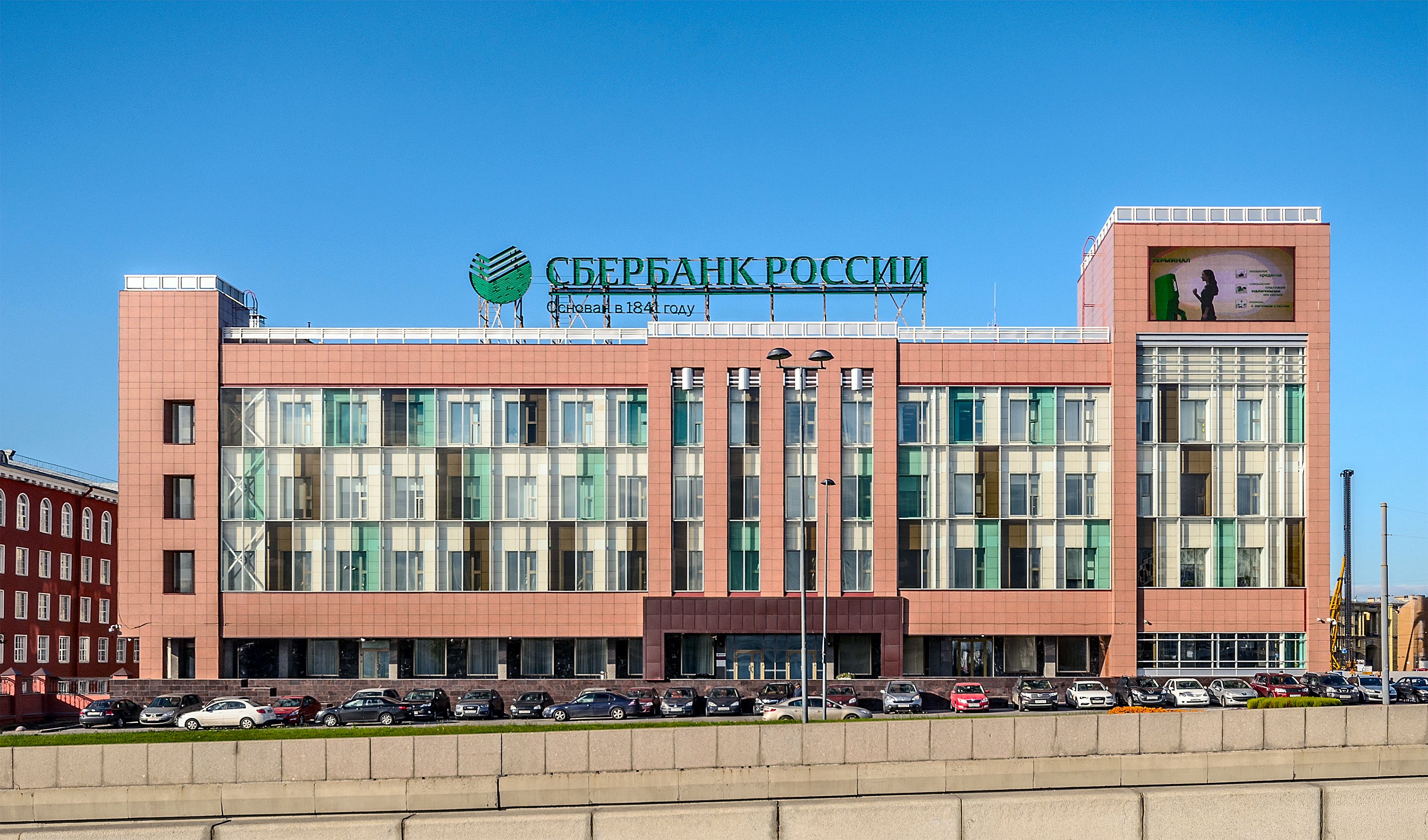
A Sberbank regionális központja Szentpéterváron

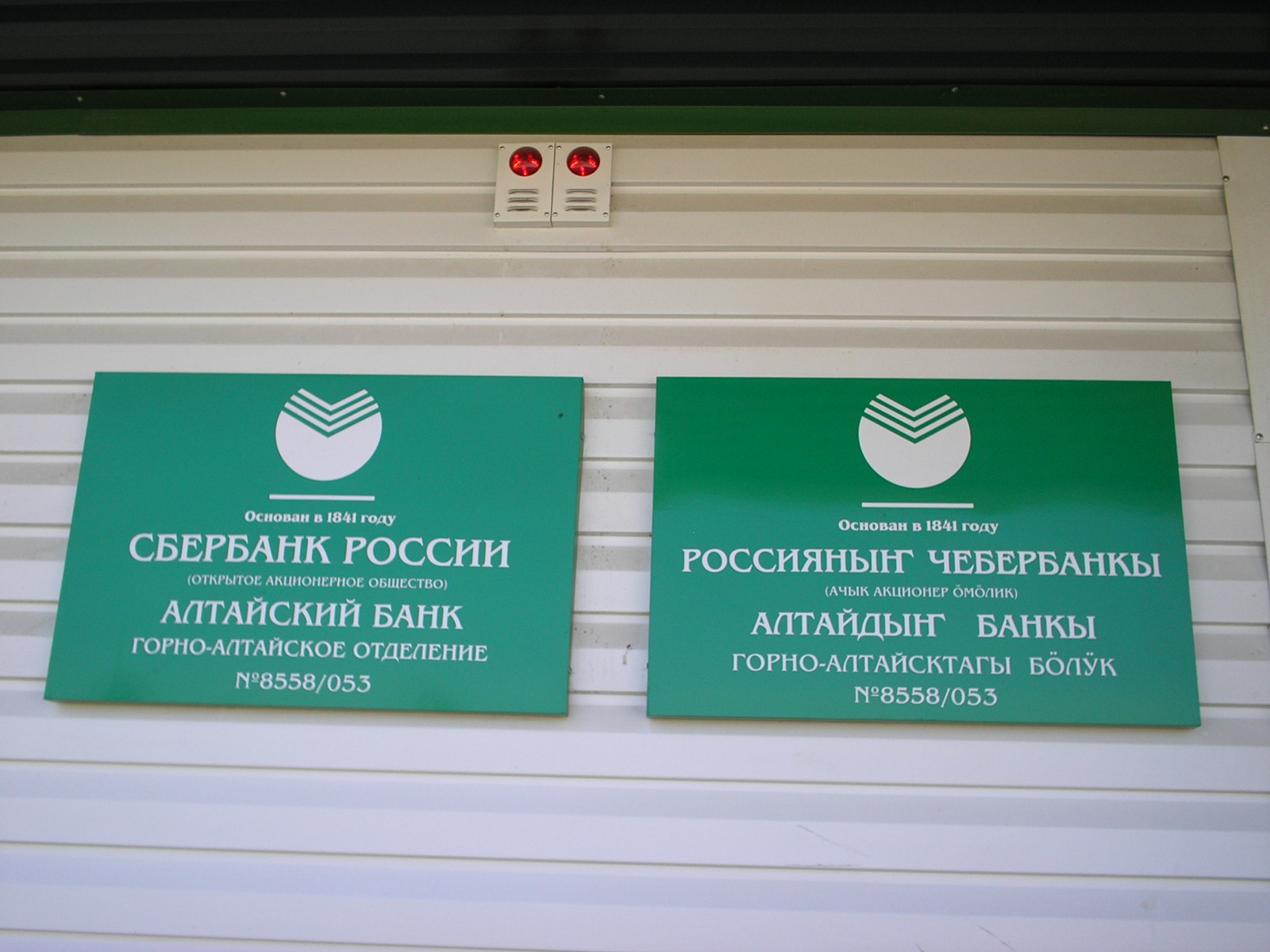
Sberbank logó orosz és altáj nyelven az Altáj Köztársaságban

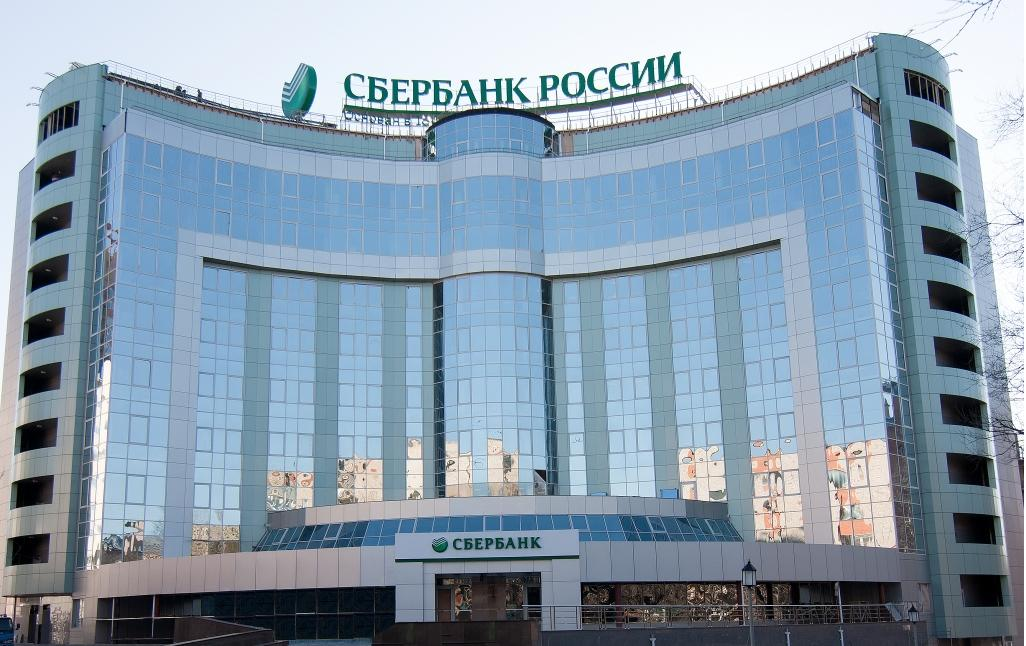
A Sberbank egyik irodája Habarovszkban

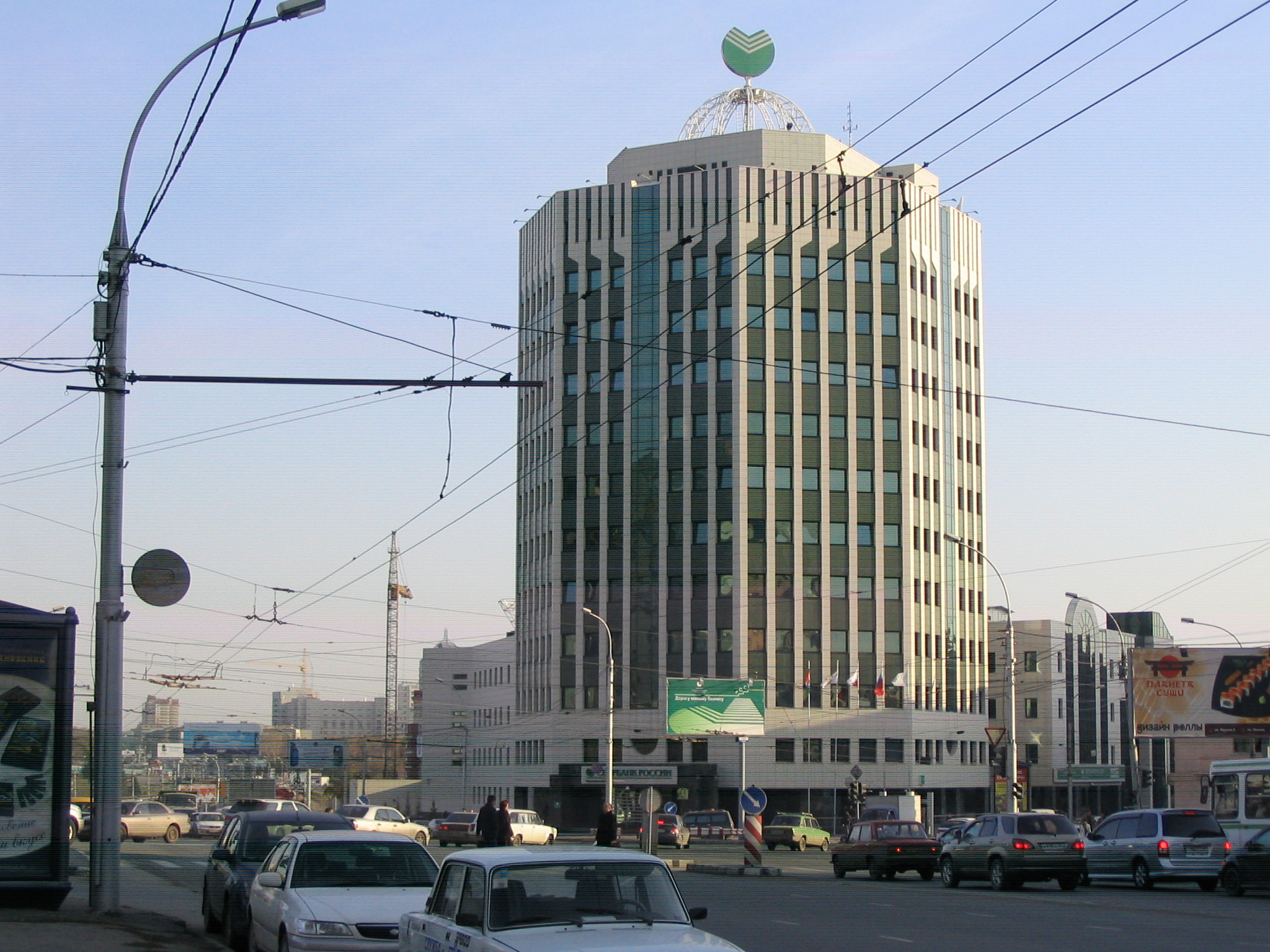
Sberbank iroda Novoszibirszkben

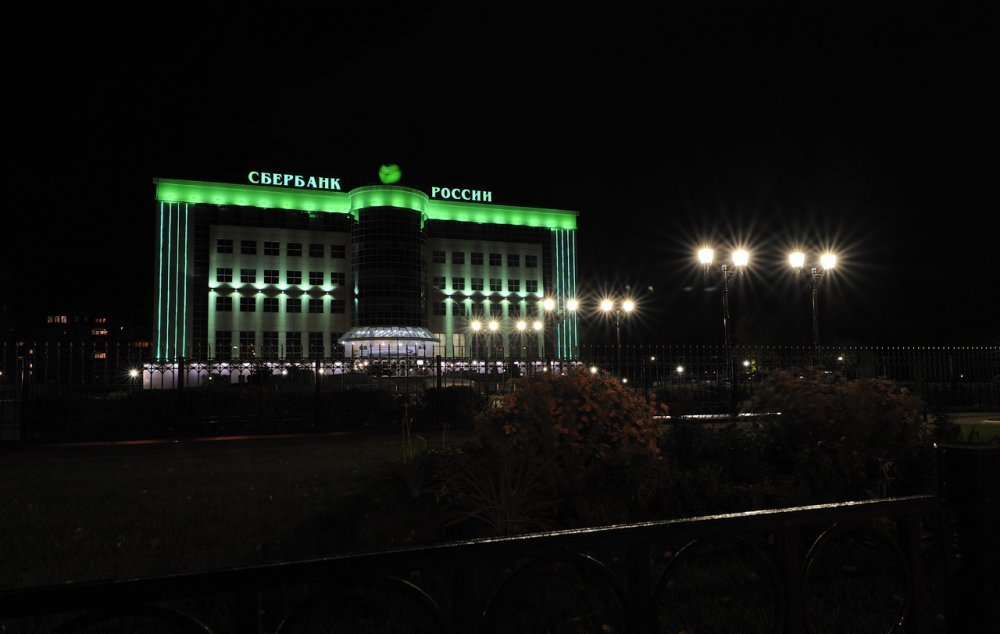
Sberbank iroda Tyumenben

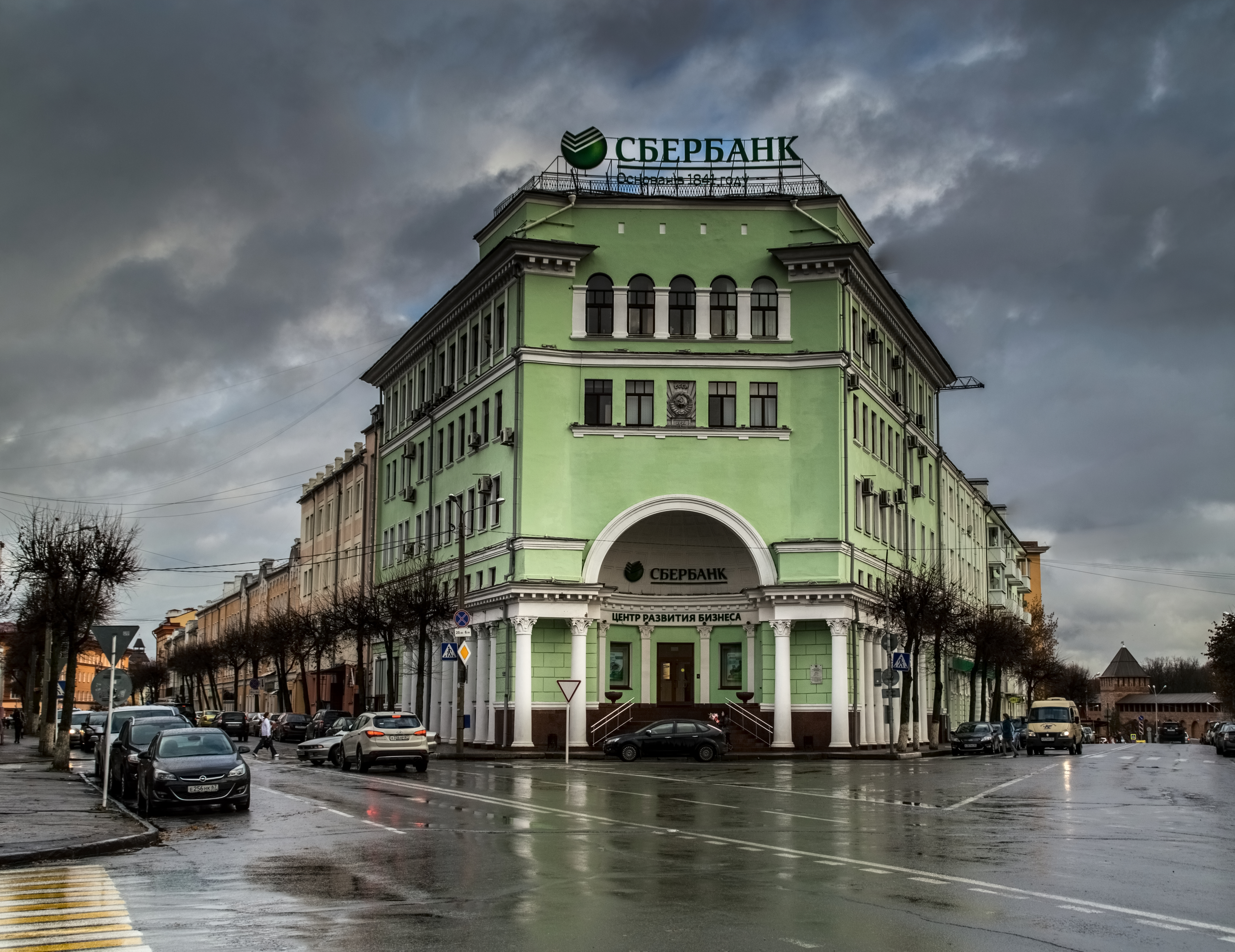
Sberbank Szmolenszkben

### Nemzetközi jelenlét
| BPS Sberbank (Fehéroroszország)                                        |
| Sberbank International (Kína)                                          |
| Sberbank International (India)                                         |
| Sberbank (closed August 2023) (Kazahsztán)                             |
| Sberbank International (Malajzia)                                      |
| Sberbank Europe (closed December 2022, sold in summer 2023) (Ausztria) |
| SIB (Cyprus) (closed May 2023)                                         |
| Sberbank Europe (closed December 2022) (Csehország)                    |
| Sberbank Europe (closed December 2022) (Németország)                   |
| Sberbank Switzerland (sold September 2022) (Svájc)                     |
| Sberbank (closed 2022) (Ukrajna)                                       |
| Sberbank CIB (wound down 2022) (Egyesült Államok)                      |
| Sberbank CIB (in receivership 2022) (Egyesült Királyság)               |

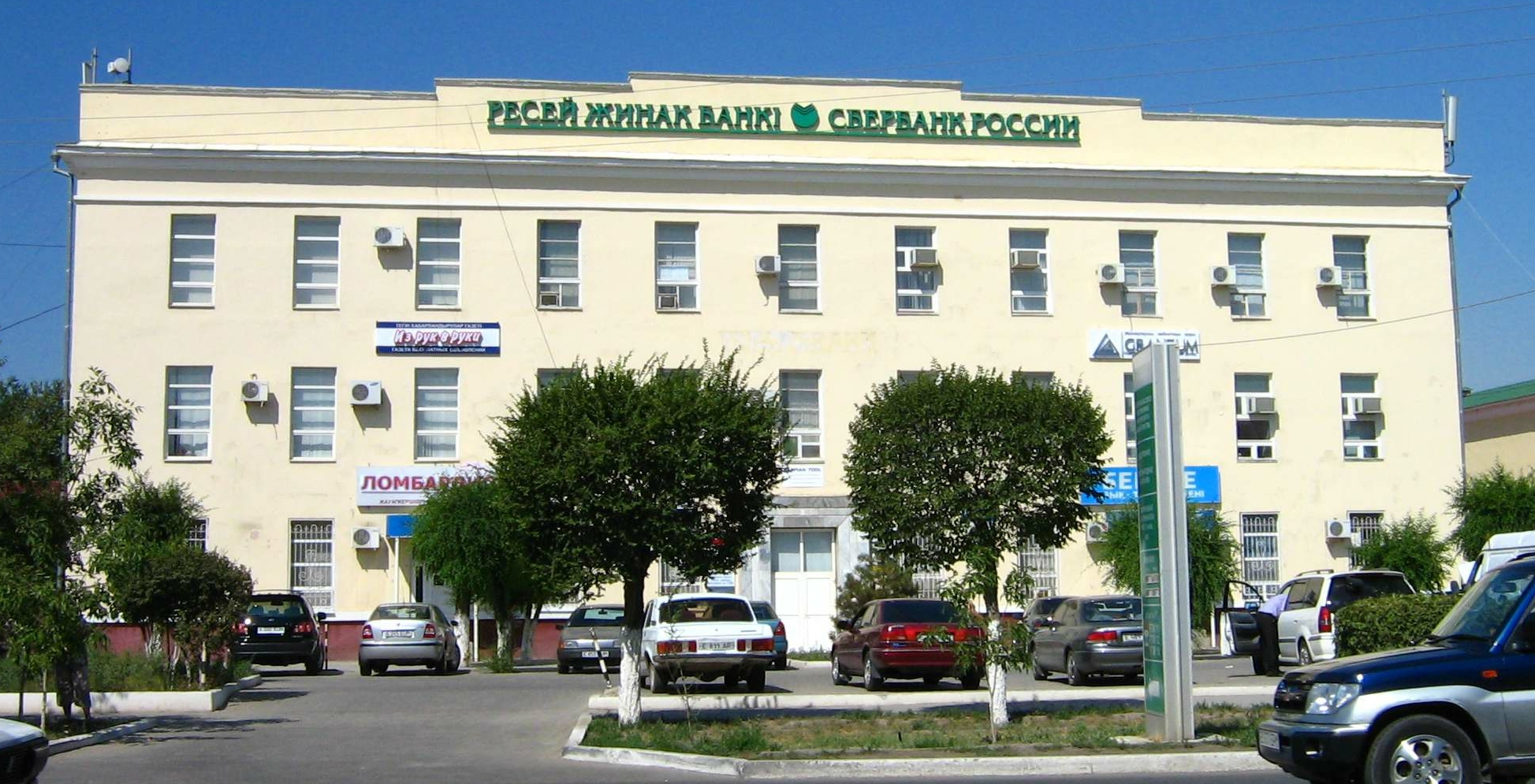
Former Sberbank office in Atyrau, Kazakhstan

2021 novemberében a kiemelt piacokra koncentrálva a Sberbank Europe AG eladta társult bankjait Bosznia-Hercegovinában, Horvátországban, Magyarországon, Szerbiában és Szlovéniában a szerb MK Csoportnak mintegy 500 millió euróért.
2023 őszén a Sberbank bejelentette, hogy fiókot nyit Kínában. A határ menti területeken élő kínai ügyfelekkel való együttműködés érdekében a bank bejegyezte a Сбер银行 védjegyet.

## Szponzorálás

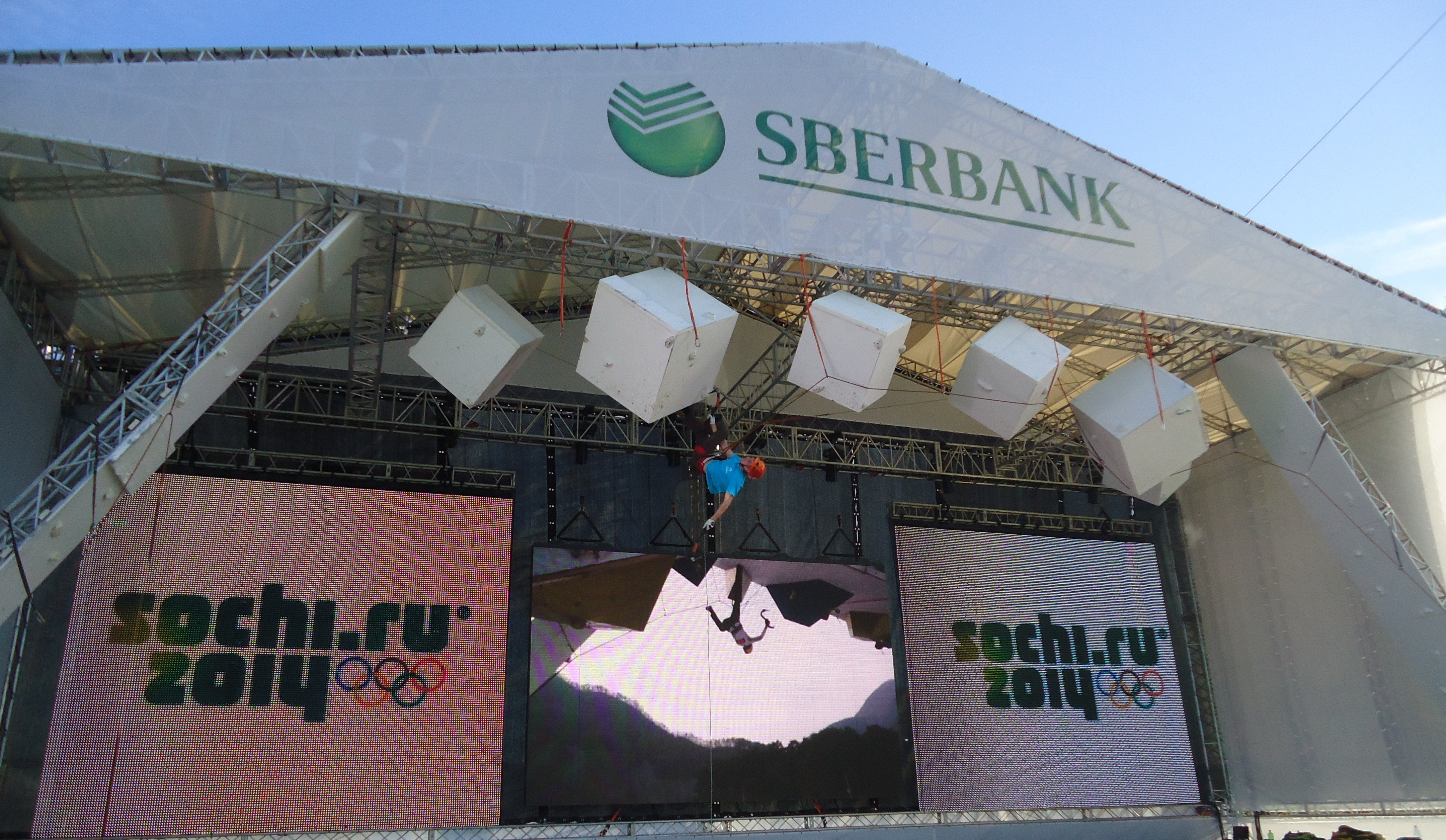
Jégmászás bemutatása a Szocsi Olimpiai Parkban a 2014. évi téli olimpián, a Sberbank támogatásával

A Sberbank szponzorál rendezvényeket Oroszországban.

### Ukrán szankciók és a Sberbank ingatlanainak vandalizmusa

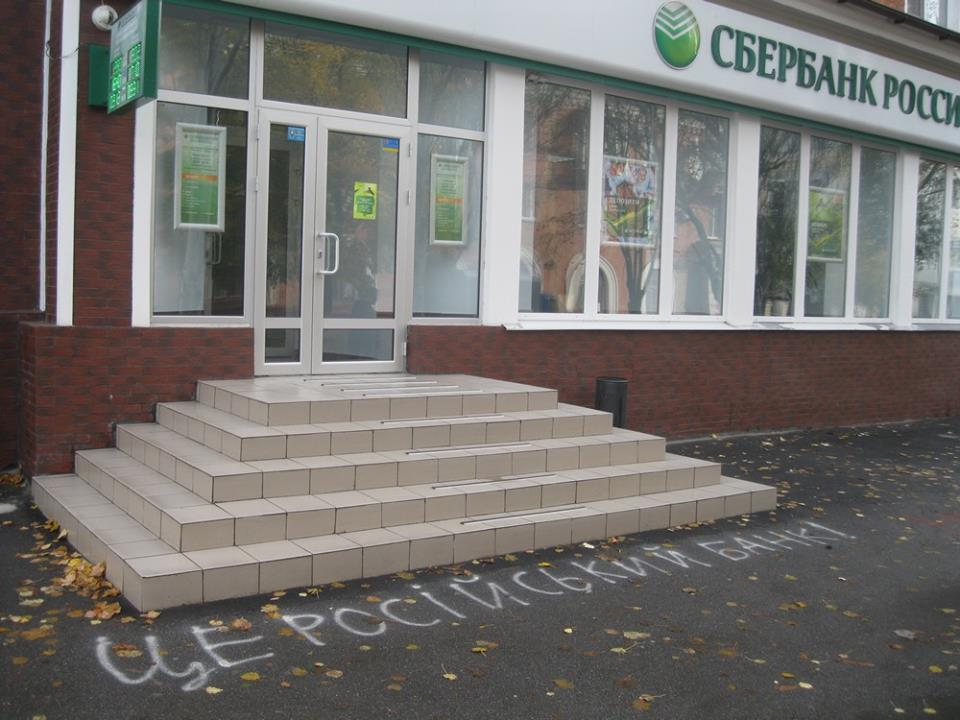
Oroszellenes graffiti "Ez egy orosz bank" az ukrajnai Oleksandria közelében

2014-ben több ukrán tisztviselő azzal vádolta a Sberbankot, hogy finanszírozza a 2014-es ukrajnai oroszbarát zavargásokat, beleértve az állítólagos terrorizmust is. A bank tagadta, hogy köze lenne az illegális tevékenységek finanszírozásához, amit később az Ukrán Nemzeti Bank is megerősített.

### A Trojka vádja Litvániában
2019 márciusában a Trojka nemzetközi pénzmosási hálózatként került nyilvánosságra, amelybe a Troika Dialog is bekapcsolódott amelyet a Sberbank leányvállalatával, a Sberbank CIB-bel egyesítettek.

### 2019-es adatszivárgás
2019 októberében kiderült, hogy legfeljebb 60 millió Sberbank-hitelkártya személyes adatait kínálták eladásra a feketepiacon. Ez volt a legnagyobb adatszivárgás, amely az orosz bankszektorban történt.

## Fordítás
Ez a szócikk részben vagy egészben  a   Sberbank című angol Wikipédia-szócikk ezen változatának fordításán alapul.  Az eredeti cikk szerkesztőit annak laptörténete sorolja fel. Ez a jelzés csupán a megfogalmazás eredetét és a szerzői jogokat jelzi, nem szolgál a cikkben szereplő információk forrásmegjelöléseként.